# Stachys affinis
Stachys affinis có tên là trùng thảo (cỏ sâu, cỏ sùng), tức cây thân cỏ có củ giống con sâu (sùng), TQ gọi là 草石蚕 - thảo thạch tàm (cỏ tằm đá), tiếng Anh gọi là Chinese artichoke, Japanese artichoke, knotroot (rễ gút), artichoke betony (hoắc hương ác ti sô). Là một loài thực vật có hoa trong họ Hoa môi. Loài này được Bunge miêu tả khoa học đầu tiên năm 1833.

## Hình ảnh

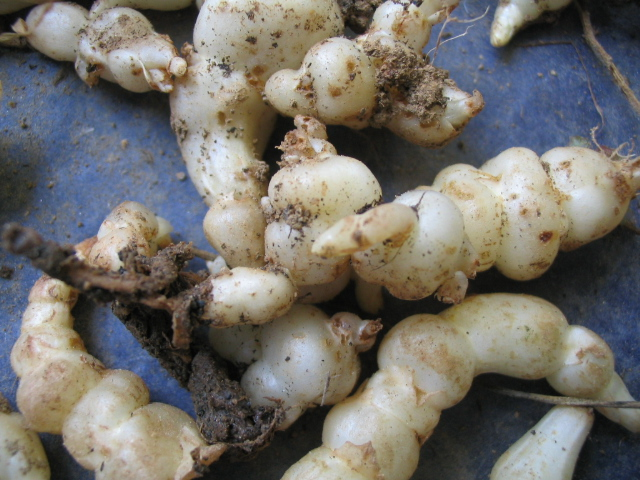
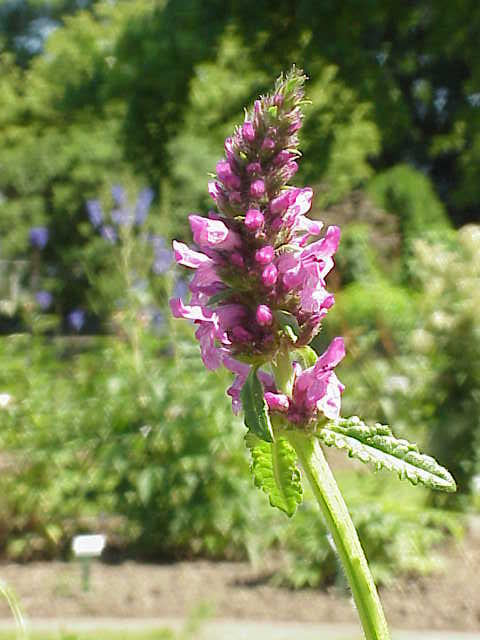
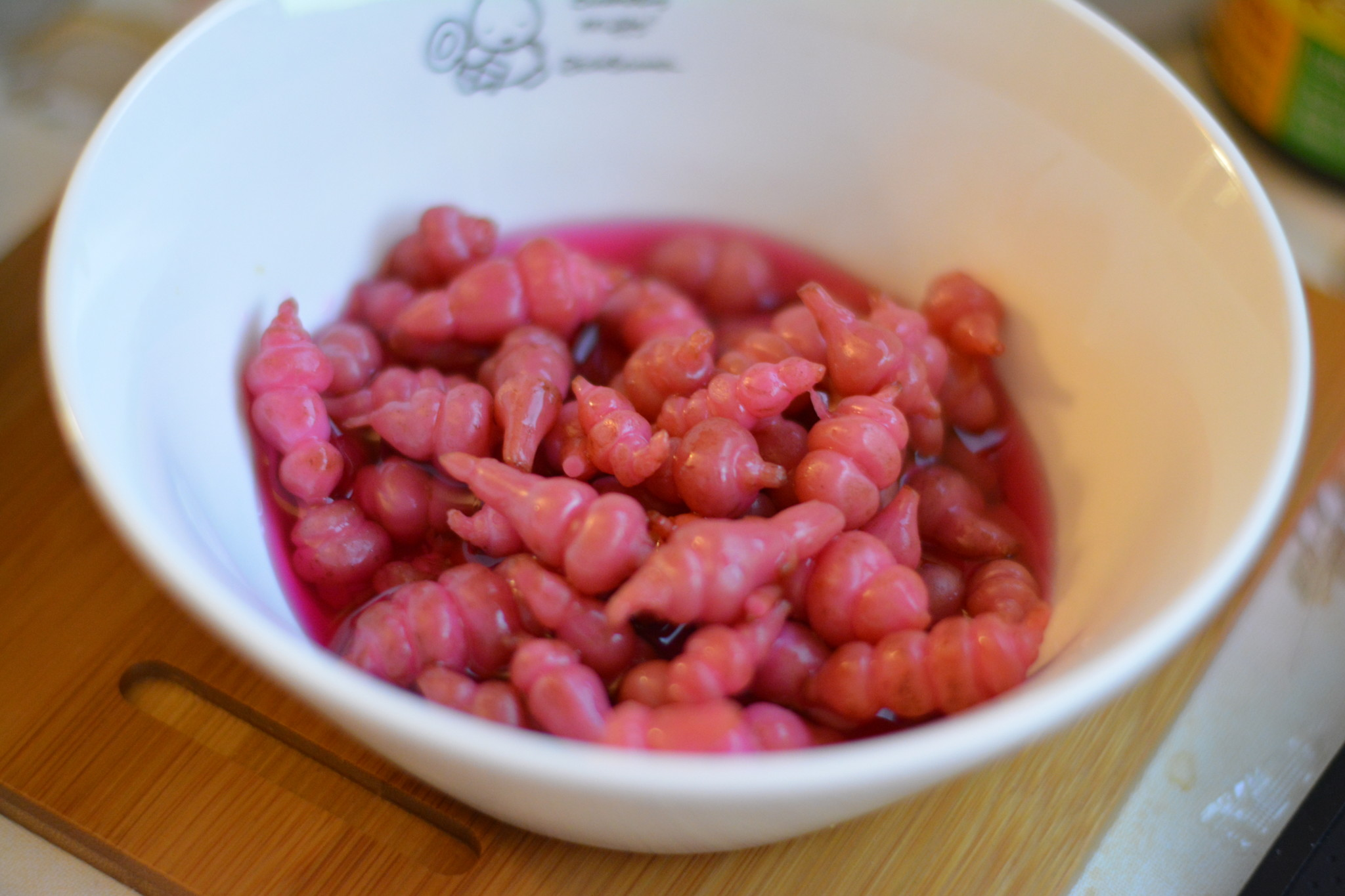
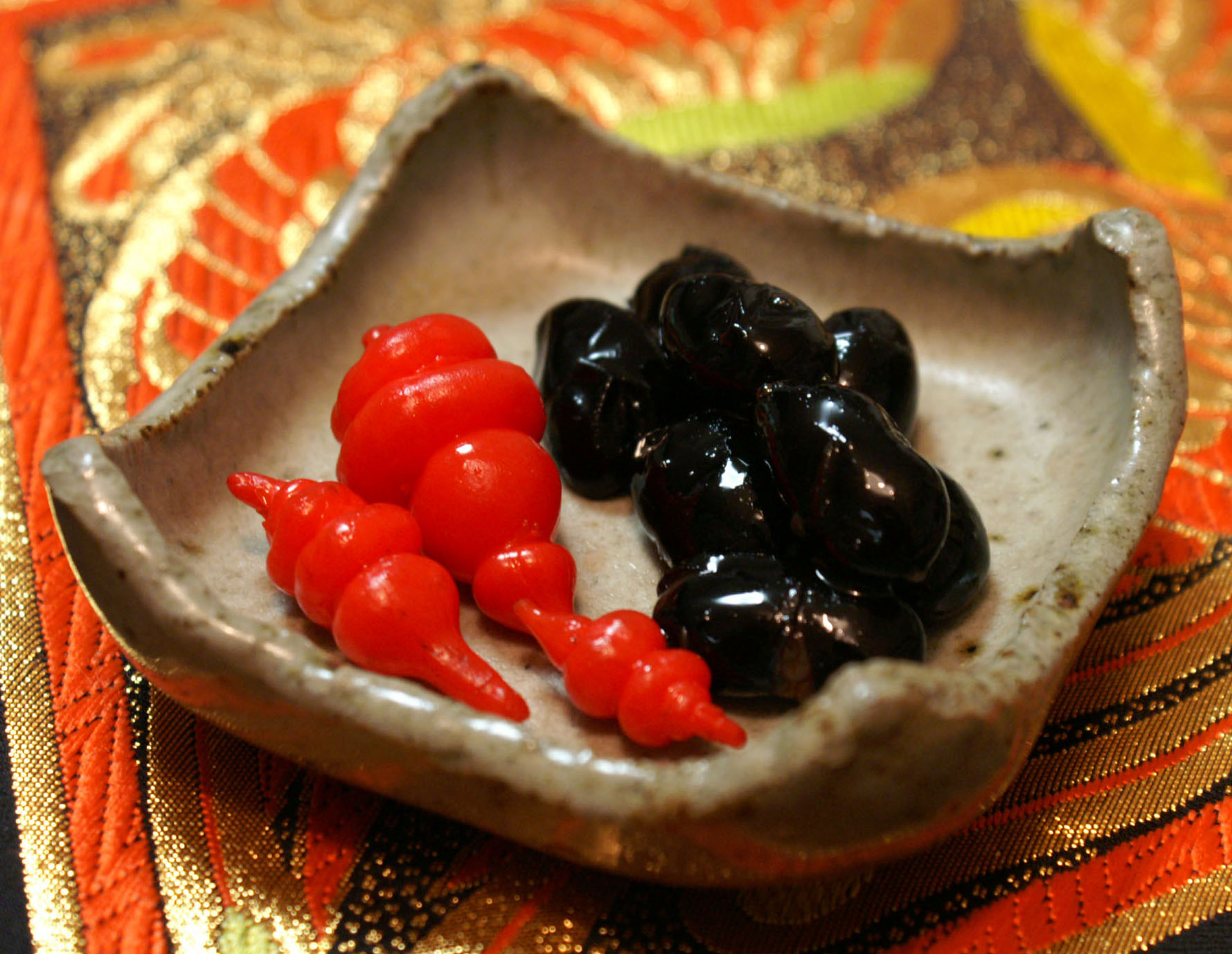